# Rho-Ophiuchi-Wolke
Die Rho-Ophiuchi-Wolke oder auch Rho Ophiuchi Nebel ist eine Dunkelwolke etwa 1° südlich des Sterns ρ Ophiuchi im Sternbild Schlangenträger. Mit einer Entfernung von 131 ± 3 Parsecs (427 Lichtjahre) ist diese Wolke eine der nahegelegensten Sternentstehungsgebiete.
Die Rho-Ophiuchi-Wolke deckt einen Himmelsbereich von 4,5° × 6,5° ab. Sie besteht aus zwei großen Regionen aus dichtem Gas und Staub. Die erste Region umfasst das Sternentstehungsgebiet L1688 und die beiden Filamente L1709 und L1755. Die zweite Region besteht aus dem Sternentstehungsgebiet L1689 und den Filamenten L1712–L1729. Diese Filamente erstrecken sich über 10–17,5 Parsecs, sind teilweise aber nur 0,24 Parsecs breit. Einige Strukturen scheinen das Ergebnis einer Stoßwelle zu sein, die die Wolke aus Richtung der nahegelegenen Scorpius-Centaurus-Assoziation durchlaufen hat.
Die Temperaturen in der Wolke liegen bei 13–22 K. Ihre Gesamtmasse beträgt rund 3000 Sonnenmassen. Die Hälfte dieser Masse ist im Gebiet L1688 konzentriert, welches auch das aktivste Sternentstehungsgebiet ist. In diesem Gebiet wurden 425 Infrarotquellen detektiert, von denen man vermutet, dass es sich um werdende Sterne handelt. Von diesen Infrarotquellen wurden 16 als Protosterne, 200 als T-Tauri-Sterne mit einem Alter von 100.000 bis 1.000.000 Jahre erkannt.

## Weiter Aufnahmen

Aufnahme im sichtbaren Lichtspektrum, Digitized Sky Survey
Infrarotaufnahme der Rho-Ophiuchi-Wolke mittels des Wide-Field Infrared Survey Explorer
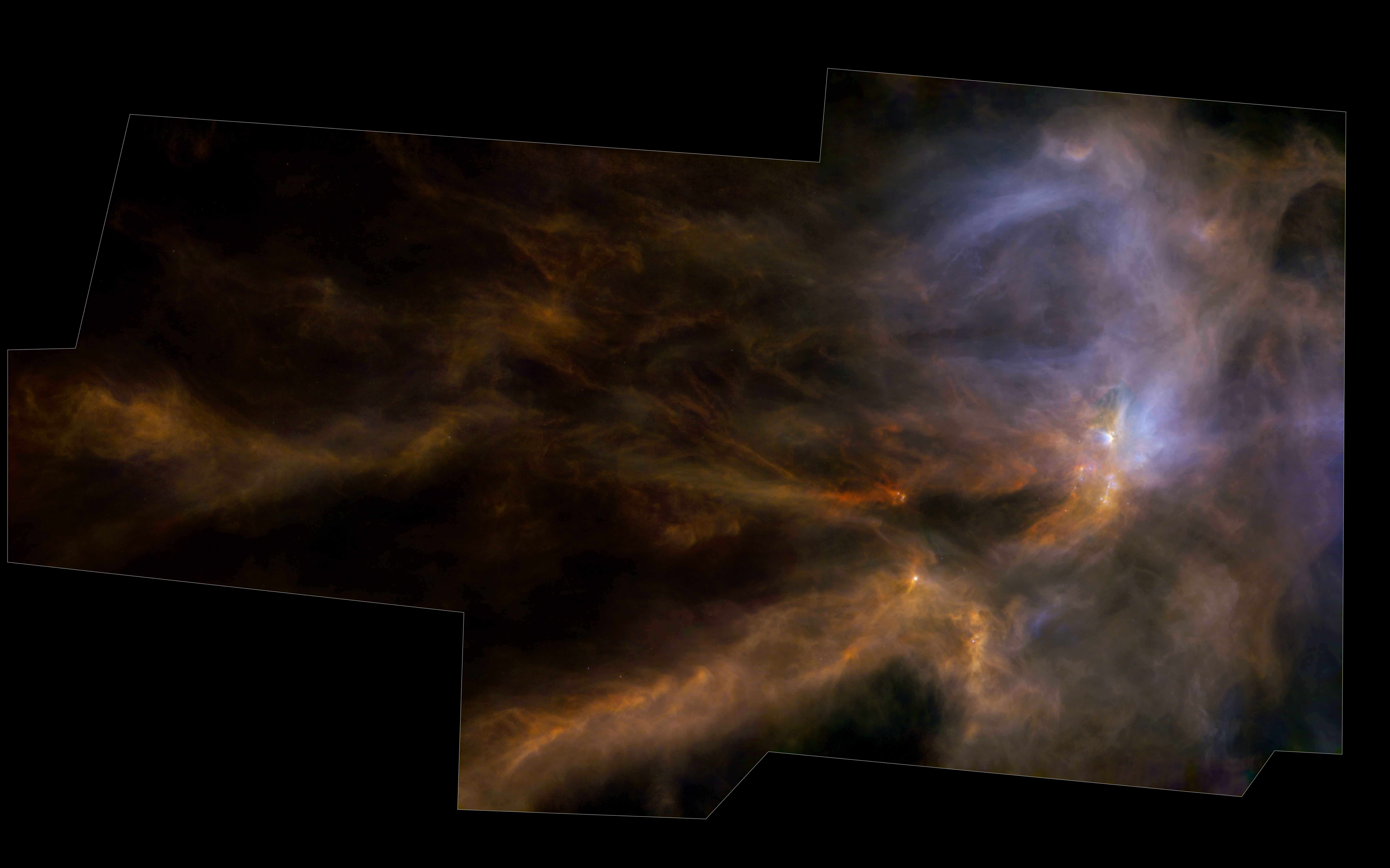
Aufnahme im fernen Infrarot mithilfe des Herschel-Weltraumteleskops